# 스타워즈: 라이즈 오브 스카이워커

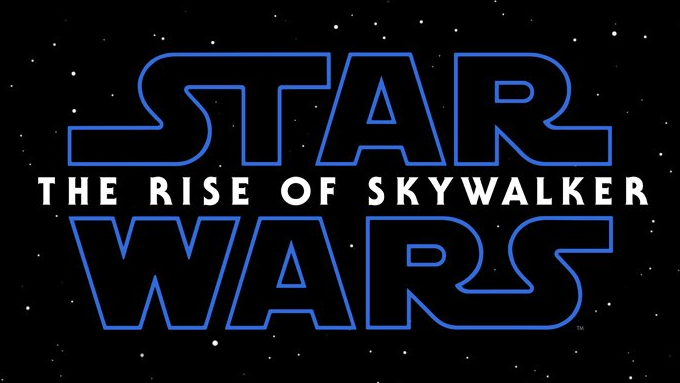

《스타워즈: 라이즈 오브 스카이워커》(영어: Star Wars: Episode IX The Rise of Skywalker)은 2019(현지 기준)년 개봉한 미국의 서사 스페이스 오페라 영화이다. 스타워즈 시퀄 삼부작의 세번째 작품이자 마지막 작품이다.

## 줄거리
크레이트 전투 1년 후, 부활한 팰퍼틴 황제는 은하계에 복수 메시지를 보낸다. 그를 추적하던 카일로 렌은 숨겨진 행성 엑세골로 인도하는 시스 웨이파인더를 손에 넣는다. 그곳에서 그는 스노크 최고 지도자와 퍼스트 오더 뒤에 있는 힘이 자신이라고 밝히는 팰퍼틴을 발견한다. 팰퍼틴은 스타 디스트로이어로 구성된 시스 함대를 공개하고, 레이를 찾아 죽이면 그에게 주겠다고 제안한다. 레이는 저항군 지도자 레아 오르가나의 지휘 아래 제다이 훈련을 계속하고 있다. 포 다메론과 핀은 퍼스트 오더의 스파이로부터 팰퍼틴이 엑세골에 있다는 정보를 전달한다. 레이는 루크 스카이워커의 노트에서 시스 웨이파인더가 그곳으로 그들을 인도할 수 있다는 것을 읽는다. 레이, 핀, 포, 츄바카, BB-8, 그리고 C-3PO는 밀레니엄 팰컨을 타고 사막 행성 파사나로 떠나고, 그곳에 웨이파인더의 단서가 숨겨져 있다.
카일로 렌은 레이와의 포스 유대를 시작하여 그녀의 위치를 알아낸다. 그는 그의 전사 부하들인 렌 기사단과 함께 파사나로 여행한다. 랜도 캘리시언의 도움으로 레이와 친구들은 시스 문자가 새겨진 단검인 단서를 찾는다. 그 단검은 C-3PO의 프로그램이 해석을 금지하고 있으며, 시스 암살자 오치와 그의 우주선 잔해도 발견된다. 레이는 오치의 우주선을 알아본다. 레이는 카일로가 근처에 있음을 감지하고 그와 대면하는 동안 퍼스트 오더는 팰컨, 츄바카, 그리고 단검을 붙잡는다. 츄바카를 구하려던 레이는 실수로 포스 라이트닝으로 퍼스트 오더 수송선을 파괴한다. 츄바카가 죽었다고 믿은 일행은 오치의 우주선을 타고 탈출한다.
그들은 키지미로 가서 드로이드 대장장이 바부 프릭이 C-3PO의 기억에서 시스 문자를 추출하여 웨이파인더의 좌표를 밝혀낸다. 레이는 츄바카가 퍼스트 오더 스타 디스트로이어에 살아 있음을 감지하고, 일행은 밀수꾼 조리 블리스의 도움으로 구출 작전을 감행한다. 레이는 단검을 되찾고 부모에 대한 억압된 기억을 경험한다. 그녀는 카일로와 결투를 벌이고, 카일로는 팰퍼틴이 그녀의 친할아버지라고 밝힌다. 팰퍼틴은 그녀의 힘을 예견하고 오치에게 어린 레이를 찾으라고 명령했지만, 그녀의 부모는 그녀를 자쿠에 숨겼고, 오치는 단검으로 그들을 죽였다. 카일로를 골탕먹이기 위해 헉스 장군은 포, 핀, 츄바카를 처형에서 구해내며 자신이 스파이임을 드러낸다. 레이와 친구들은 탈출하고, 헉스는 프라이드 충성 장군에 의해 처형된다. 일행은 팰컨을 타고 엔도 시스템의 달에 있는 웨이파인더 좌표로 날아간다.
그곳에서 그들은 잔나가 이끄는 탈주 스톰트루퍼들을 발견하고, 그들을 저항군에 영입한다. 레이는 두 번째 데스 스타 잔해에서 웨이파인더를 회수하지만, 카일로를 만나고, 카일로는 웨이파인더를 파괴하고 그녀와 결투를 벌인다. 죽어가는 행동으로 레아는 포스를 통해 카일로의 주의를 분산시키고, 레이는 그를 찌른다. 레아의 죽음을 감지하고 죄책감에 압도된 레이는 카일로를 치유하고 그의 타이 파이터를 타고 아치토로 망명한다. 한편, 카일로는 아버지 한 솔로의 기억과 대화한다. 그는 그의 라이트세이버를 버리고 벤 솔로로서의 정체성을 되찾는다. 팰퍼틴은 레이를 유인하기 위해 시스 함대를 배치하고, 시스 스타 디스트로이어를 보내 키지미를 파괴한다. 아치토에서 루크의 포스 스피릿은 레이에게 팰퍼틴에 맞설 것을 격려하고 레아의 라이트세이버를 준다. 레이는 벤의 우주선에서 웨이파인더를 사용하여 루크의 X-윙을 타고 엑세골로 떠난다.
레이는 자신의 좌표를 R2-D2에게 전송하여 이제 포와 핀이 이끄는 저항군이 엑세골로 그녀를 따라갈 수 있게 한다. 그곳에서 그녀는 팰퍼틴과 대면한다. 쇠약해진 그는 그녀에게 분노하여 자신을 죽여 그의 영혼이 그녀의 몸을 소유하게 해달라고 요구한다. 저항군은 시스 함대를 공격하고, 벤은 렌 기사단을 제압하고 레이와 합류한다. 팰퍼틴은 "포스 안의 다이애드"로서 그들의 힘을 감지하고 그것을 흡수하여 그의 몸을 회춘시킨다. 랜도는 바부와 조리를 포함한 은하계 전역의 증원군과 함께 도착한다. 팰퍼틴은 벤을 무력화시키고 포스 라이트닝으로 저항군 함대를 공격한다. 약해진 레이는 과거 제다이들의 목소리를 듣고 힘을 얻는다. 팰퍼틴은 그녀를 번개로 공격하지만, 레이는 루크와 레아의 라이트세이버를 사용하여 그것을 반사하여 그를 파괴하고 자신도 죽는다. 벤은 포스를 사용하여 레이를 소생시키고 자신을 희생하며, 죽기 전에 키스한다. 저항군은 남은 시스 병력을 파괴하고, 은하계 전역의 사람들은 퍼스트 오더에 대항하여 봉기한다.
저항군은 승리를 축하한다. 레이는 루크의 버려진 고향 타투인을 방문하고 루크와 레아의 라이트세이버를 묻는다. 한 지나가던 사람이 그녀의 이름을 묻자, 근처에 있는 루크와 레아의 포스 스피릿을 본 그녀는 "레이 스카이워커"라고 답한다.

## 출연

### 주연
- 데이지 리들리 - 레이 역
- 아담 드라이버 - 카일로 렌 역
- 오스카 아이삭 - 포 다메론 역
- 존 보예가 - 핀 역

### 조연
- 마크 해밀 - 루크 스카이워커 역
- 도널 글리슨 - 헉스 장군 역
- 캐리 피셔 - 레아 오르가나 역
- 해리슨 포드 - 한 솔로 역
- 앤서니 대니얼스 - C-3PO 역
- 빌리 디 윌리엄스 - 랜도 캘리시언 역
- 이언 맥더미드 - 쉬브 팰퍼틴 역
- 켈리 마리 트란 - 로즈 티코 역
- 루피타 뇽 - 마즈 카나타 역
- 요나스 수오타모 - 츄바카 역
- 케리 러셀 - 조리 블리셀 역
- 나오미 아키에 - 잔나 역
- 리차드 E. 그랜트 - 프라이드 장군 역
- 그렉 그룬버그 - 스냅 웩슬리 역
- 셜리 핸더슨 - 바부 프릭 역 (목소리)
- 빌리 로어드 - 코닉스 역
- 도미닉 모나한 - 보몬트 역

## 제공
- 수입/배급 : 월트디즈니컴퍼니코리아 유한책임회사
- 제작 : 루카스필름

## 수상 정보
- 2019년 제21회 리우 데 자네이루 국제영화제 후보 특별상영(J.J. 에이브럼스)
- 2020년 제92회 미국 아카데미 시상식 후보 시각효과상(로저 규옛 외 3명), 음악상(존 윌리엄스), 음향편집상(매튜 우드 외 1명)
- 2020년 제73회 영국 아카데미 시상식 후보 특수시각효과상(로저 규옛 외 3명), 음악상(존 윌리엄스), 음향상(데이빗 아코드 외 4명)

## 내용주
1. ↑  스타워즈: 라스트 제다이에서 묘사되었음